# 制作費100億使い切り特番! 世界最高 超豪華ゲーム!100万$の選択! THE BET
制作費100億円使い切り超大型SPECIAL・新究極の2択ゲーム（せいさくひひゃくおくつかいきりとくばん! せかいさいこう ちょうごうかゲーム!ひゃくまんドルのせんたく! ザ ベット）とは日本テレビ系列の土曜スーパースペシャル枠で95年、96年と2年連続で放送された古舘伊知郎がメイン司会のバラエティスペシャル番組である。通称はBET。
この番組を基に、現在のザ!鉄腕!DASH!!が誕生した。また、2002年1月3日には、この番組を踏襲した特番「明石家さんまのザ★ミラクルマスター」が放送された。その記事についても後述する。

## 番組内容
世界中の達人に、様々な無理難題を依頼。成功するかどうかを、スタジオゲストがBETするというもの。

## 実際に番組で行われたBET
- 世界最強のスナイパーは100メートル先のダルマ落しを、ライフルで打ち抜けるか?
- 世界最高のカースタントチームは、片輪走行しながらタイヤ交換が出来るか?
- 4トントラックの荷台に置いた、4トンの氷は、北海道の羊蹄山を出発して、沖縄まで溶けずに到着するのか?
- 東京赤坂から上海のラーメン屋まで、タクシーで行くといくらかかるか?
- 大食い軍団40人は、12時間以内にコンビニエンスストアの食品を全て食べきれるか?
- 小学生100人が大学入試のマークシートに挑戦!果たして合格出来るか?
- 高さ33メートルのクレーンから、バンジージャンプでパン食いが出来るか?

## 出演者
- 司会：古舘伊知郎
- アシスタント：永井美奈子、大神いずみ
- ベッター：明石家さんま、上岡龍太郎、久本雅美、松岡昌宏、飯島愛、川合俊一、 青木謙知

## スタッフ
- 企画・演出：吉川圭三（95年は、企画・プロデューサー）
- 構成：豊村剛/池田一之、そーたに、田中直人、渡辺哲夫、川野孝弘
- 監修：秋元康（95年は、企画）
- ナレーター：武田広、掛川裕彦
- TP：金岩昭博
- SW：毛利敏彦
- CAM：蛭田英和
- VE：田中孝生
- AUD：長谷川輝彦
- LD：長川博
- 美術プロデューサー：山浦俊夫
- 美術デザイン：渡辺俊孝
- 装置：才原裕二
- オブジェ：飯尾次郎
- 音効：今野直秀
- TK：塚越倫子
- 広報：辻澄子
- 編集・MA：鈴木健一郎、村松勝弘（スタジオヴェルト）
- 海外プロデューサー：MARK DOERRIER、AKI SHIMOKAWA
- 海外コーディネーター：OFFICE KEI
- AD：野村哲史、石綿崇行
- リサーチ：高橋裕臣（OFFICE HIT）
- AP：萩原朋子、本間章予
- デスク：佐々木美香
- 技術協力：WESCAM、八峯テレビ、TMCレモンスタジオ、STプランニング、ジャパンテレビ、GPA L.A、NIPPAS INC.
- 協力：ディーレンジ、シー・エス・シー、HOT SPAR、株式会社上組、島本海運株式会社、駿台予備校
- 制作協力：IVSテレビ制作、SFINX
- ディレクター：田口マサキ、山田直子
- 演出：駒木純一（IVSテレビ制作）
- プロデューサー：佐野讓顯/柴田紀久・岡部喜一（SFINX）、中山憲明・西村薫（IVSテレビ制作）
- チーフプロデューサー：金谷勲夫
- 製作著作：日本テレビ

### 過去のスタッフ
- ディレクター：佐津川陽

## 明石家さんまのザ★ミラクルマスター

### ルール
- 持ち点は、300万ポイント
- 出題は、全5問

### 出演者
- 司会＆ベッター：明石家さんま
- アシスタント：森富美（日本テレビアナウンサー）
- ベッター：青木謙知、浅野ゆう子、江川卓、中島知子（当時・オセロ）、長谷川理恵、保阪尚輝
- スタジオ観客者：Mr.オクレ
- VTR出演者
  - 大食い軍団：新井和響、射手矢侑大、木村登志雄、山本晃也、田川理加ほか
  - トランポリン：中田大輔
  - スーパーカブ：風間深志

### 実際に番組で行われたBET
- ラジコンヘリで、お父さんの忘れ物(赤鉛筆)を届けられるか?
- 大食い軍団10人で、商店街(6種類の店)を全て食べきれるか?
- 明石家さんまは、1日で何文字しゃべるか?
- トランポリンで、3階のテレビをつけられるか?
- スーパーカブで、ロシアまでの出前を何回給油するか?

### スタッフ
- 構成：大岩賞介/田中直人、そーたに、池田一之、加藤淳一郎
- ナレーター：掛川裕彦、武田広、平野義和
- TD：吉田亘
- SW：村松明
- CAM：中川昭生
- 調整：落合俊輔
- 音声：大島康彦
- 照明：小川勉
- デスク：山中いづみ、櫛山照美
- 編集：安井純治（スタジオヴェルト）
- MA：大竹雄一（スタジオヴェルト）
- ロケ技術：八峯テレビ
- 撮影：植松賢一
- 音声：吹野真穏
- 美術プロデューサー：小野寺一幸
- デザイン：星野充紀、本田恵子
- 美術協力：日本テレビアート
- 装置：鎌田直毅
- 装飾：菊池保
- 電飾：稲葉光宣
- CG：山口大樹
- 広報：立柗典子
- ロゴデザイン：三浦民滋
- ロケ協力：いづみ地所、ハタノ木材
- 海外コーディネーター：
- 制作スタッフ：松田馨、阿南昭宏
- AP：
- ディレクター：水口智就、田中慶、山田智哉、目黒隆志、吉峰健太郎、小林啓之
- スタジオ演出：岡田謙吾
- 演出：中村秀樹
- 総合演出：駒木純一
- プロデューサー：今村司、萩原朋子
- チーフプロデューサー：吉川圭三
- 制作協力：IVSテレビ制作
- 製作著作：日本テレビ